# Дин (Тексас)
Дин (енгл. Dean) град је у америчкој савезној држави Тексас. По попису становништва из 2010. у њему је живело 493 становника.

## Демографија
Према попису становништва из 2010. у граду је живело 493 становника, што је 152 (44,6%) становника више него 2000. године.
| Група             | 2000.       | 2010.       |
| Белци             | 317 (93,0%) | 440 (89,2%) |
| Афроамериканци    | 3 (0,9%)    | 3 (0,6%)    |
| Азијати           | 0 (0,0%)    | 0 (0,0%)    |
| Хиспаноамериканци | 18 (5,3%)   | 38 (7,7%)   |
| Укупно            | 341         | 493         |